# Liste der Mitglieder der American Academy of Arts and Sciences/2012
Im Jahr 2012 wählte die American Academy of Arts and Sciences 219 Personen in fünf Kategorien zu ihren Mitgliedern.
Unter den 219 Mitgliedern (fellows) sind 17 „foreign honorary members“, die keine Staatsbürger der Vereinigten Staaten oder dort tätig sind; diese sind farblich hervorgehoben.

## Neu gewählte Mitglieder

### Mathematische und physikalische Wissenschaften
- Gabriel Aeppli (* 1956)
- Eva Andrei (* 1950)
- Angela Belcher (* 1967)
- Bonnie Berger (* 1961)
- Joan Birman (* 1927)
- Louis Boutet de Monvel (1941–2014)
- Philip H. Bucksbaum (* 1953)
- Russel Caflisch (* 1954)
- Katharine Cashman (* 1954)
- James J. Collins (* 1965)
- Robert Colwell (* 1954)
- Irene Greif (* 1948)
- Robert G. Griffin (* 1942)
- Sharon Hammes-Schiffer (* 1966)
- Frans Kaashoek (* 1965)
- Steven Kahn (* 1954)
- Daniel Kahne (* 1959)
- Michael Kearns (* 1962)
- Dennis Kent (* 1946)
- Igor Klebanov (* 1962)
- Edward Kramer (1939–2014)
- Herbert Levine (* 1955)
- Jennifer Lewis (* 1964)
- Thomas M. Liggett (1944–2020)
- Abraham Loeb (* 1962)
- David MacMillan (* 1968)
- Arvind Mithal (* 1947)
- Ngô Bảo Châu (* 1972)
- Gregory Olson (* 1947)
- Athanassios Panagiotopoulos (* 1960)
- Michele Parrinello (* 1945)
- Judea Pearl (* 1936)
- John Pendry (* 1943)
- Bjorn Poonen (* 1968)
- Ignacio Rodríguez-Iturbe (1942–2022)
- Eli Ruckenstein (1925–2020)
- Bernard Sadoulet (* 1944)
- Alexander Samolodtschikow (* 1952)
- Helmut Schwarz (* 1943)
- David Spergel (* 1961)
- George Stephanopoulos (* 1947)
- Fraser Stoddart (1942–2024)
- Steven H. Strogatz (* 1959)
- Richard Taylor (* 1962)
- Jeffrey Ullman (* 1942)
- Veronica Vaida (* 1950)
- William R. Ward (1944–2018)
- Stephen Yablo (* 1957)
- Eli Yablonovitch (* 1946)
- Yang Peidong (* 1971)
- A. Peter Young (* 1948)

### Biologische Wissenschaften
- Ann Arvin (* 1945)
- Ben Barres (1954–2017)
- James M. Berger (* 1968)
- Meredith Blackwell (* 1940)
- Jef Boeke (* 1954)
- Emery Brown (* 1956)
- Edward Callaway (* 1962)
- John Carlson (* 1955)
- Hans Clevers (* 1957)
- Lawrence Corey (* 1947)
- Tom Curran (* 1956)
- Brian Druker (* 1955)
- Sarah Elgin (* 1945)
- Susan Ferro-Novick (* 1954)
- Robert Fettiplace (* 1946)
- Steven Frank (* 1957)
- Philip Hieter (* 1952)
- Tyler Jacks (* 1960)
- Mark Johnston (* 1951)
- Gerald Joyce (* 1956)
- Stuart Kim (* 1957)
- Gary Koretzky (* 1956)
- Mitzi Kuroda (* 1958)
- James Lake (* 1941)
- Richard P. Lifton (* 1953)
- Jonathan Losos (* 1961)
- Liqun Luo (* 1960)
- Diane Mathis (* 1950)
- Margaret McFall-Ngai (* 1951)
- Elizabeth Phelps (* 1962)
- Danny Reinberg (* 1954)
- Griffin Rodgers (* 1954)
- David Scadden (* 1953)
- Dolph Schluter (* 1955)
- Brenda Schulman (* 1967)
- Robert Seyfarth (* 1948)
- Steven Siegelbaum (* 1952)
- Larry Simpson (* 1940)
- Maureen Stanton (* 1954)
- Alan Templeton (* 1947)
- Gina Turrigiano (* 1963)
- John Werren (* 1952)
- Matthew A. Wilson (* 1961)

### Sozialwissenschaften
- David Autor (* 1967)
- George Fletcher Bass (1932–2021)
- Marianne Bertrand (* 1969)
- James A. Brown (* 1934)
- John Carey (* 1964)
- Edward Carmines (* 1946)
- Robert L. Carneiro (1927–2020)
- Philippe Descola (* 1949)
- Shari Seidman Diamond (* 1947)
- Ed Diener (1946–2021)
- James Druckman (* 1971)
- Alice Eagly (* 1938)
- Amy Finkelstein (* 1973)
- Elisabeth Gerber (* 1964)
- Thomas Gilovich (* 1954)
- Carol Greenhouse (* 1950)
- Ana Hurtado (* 1957)
- Vincent Hutchings (* 1965)
- Ehud Kalai (* 1942)
- Shinobu Kitayama (* 1957)
- Daryl Levinson (* 1968)
- Maureen Mahoney (* 1954)
- George Mailath (* 1957)
- Kathleen McCartney (* 1955)
- Robert Moffitt (* 1948)
- John O’Shea (* 1953)
- James A. Robinson (* 1960)
- Jeffrey A. Segal (* 1956)
- Yaacov Trope (* 1945)
- Adrian Vermeule (* 1968)
- Andrew Walder (* 1953)
- David Weisbach (* 1963)
- Henry Wellman (* 1948)
- Keith Whittington (* 1968)
- David Wilkins (* 1956)
- Luigi Zingales (* 1963)

### Geisteswissenschaften und Kunst
- Ken Alder (* 1959)
- Christopher Benfey (* 1954)
- Barry Bergdoll (* 1955)
- Sven Birkerts (* 1951)
- David Blight (* 1949)
- Paul Boghossian (* 1957)
- Elizabeth Boone (* 1948)
- Michael Bratman (* 1945)
- Caroline Bruzelius (* 1949)
- John P. Burgess (* 1948)
- Lizabeth Cohen (* 1952)
- Colin Dayan (* 1949)
- Clint Eastwood (* 1930)
- Laura Engelstein (* 1946)
- Martha Feldman (* 1954)
- Debra Fischer (* 1953)
- Midori Gotō (* 1971)
- David Hare (* 1947)
- William Kentridge (* 1955)
- Terrence Malick (* 1943)
- Thomas Mallon (* 1951)
- Paul McCartney (* 1942)
- Michael McCormick (* 1951)
- Daniel Mendelsohn (* 1960)
- Paul Mendes-Flohr (1941–2024)
- Michael A. North (* 1951)
- Jerry Pinkney (1939–2021)
- Jean Porter (* 1955)
- André Previn (1929–2019)
- Jessica Rawson (* 1943)
- François Recanati (* 1952)
- Joseph Roach (* 1947)
- David Roskies (* 1948)
- Alex Ross (* 1968)
- Vicki Ruiz (* 1955)
- Kaija Saariaho (1952–2023)
- Scott Sanders (* 1945)
- Ronald Schuchard (* 1939)
- Kiki Smith (* 1954)
- Alicia Stallings (* 1968)
- Gerald Stern (1925–2022)
- Steve Stern (* 1951)
- Eleonore Stump (* 1947)
- Augusta Thomas (* 1964)
- Marvin Trachtenberg (* 1939)
- David Van Zanten (* 1943)
- Frederica von Stade (* 1945)
- Kara Walker (* 1969)
- Christopher Wheeldon (* 1973)
- Brenda Wineapple (* 1949)
- Crispin Wright (* 1942)

### Public Affairs, Business und Administration
- Martin Baron (* 1954)
- Kamaljit S. Bawa (* 1939)
- Jeff Bezos (* 1964)
- Phil Bredesen (* 1943)
- Nicholas Burns (* 1956)
- Hillary Clinton (* 1947)
- Jared Cohon (1947–2024)
- Victor J. Dzau (* 1946)
- Karl Eikenberry (* 1951)
- Joseph Fins (* 1959)
- Kenneth Frazier (* 1954)
- Melinda Gates (* 1964)
- Robert Giles (* 1933)
- Rita Hauser (* 1934)
- Robert Iger (* 1951)
- Edmund Kelly (* 1945)
- Steven Koblik (* 1941)
- Bruce Kovner (* 1945)
- Reynold Levy (* 1945)
- Carolyn Martin (* 1951)
- Anthony Marx (* 1959)
- Michael McRobbie (* 1950)
- Jack Meyer (* 1945)
- David Oxtoby (* 1951)
- Penny Pritzker (* 1959)
- L. Rafael Reif (* 1950)
- Matthew Ridley (* 1958)
- Daniel Rose (* 1929)
- Joanna Rose (1930–2021)
- Michael Schudson (* 1946)
- Ismail Serageldin (* 1944)
- Richard Sylla (* 1940)
- Rodolfo Héctor Terragno (* 1943)
- James Tisch (* 1953)
- Sanford Weill (* 1933)
- Anthony Welters (* 1955)
- Ernest James Wilson (* 1948)
- Judy Woodruff (* 1946)